# كلاوديو أرزينو
كلاوديو أرزينو (بالإسبانية: Claudio Arzeno)‏ هو لاعب كرة قدم أرجنتيني، ولد في 16 أكتوبر 1970 في فيلا ماريا في الأرجنتين. لعب مع نادي لاس بالماس.

## وصلات خارجية
- كلاوديو أرزينو على موقع قاعدة بيانات كرة القدم.إي يو (الإنجليزية)
- كلاوديو أرزينو على موقع عالم كرة القدم.نت (الإنجليزية)